# Bruce Taylor
Bruce Lawrence Taylor (Perth Amboy, 28 maggio 1948) è un ex giocatore di football americano statunitense che ha giocato nel ruolo di cornerback nella National Football League. Fu scelto come 17º assoluto nel Draft NFL 1970 dai San Francisco 49ers. Al college ha giocato a football alla Boston University.

## Carriera professionistica
Taylor fu scelto nel primo giro del Draft 1970 dai San Francisco 49ers. Nella sua prima stagione fece registrare 3 intercetti, ritornandoli per 70 yard, venendo premiato come rookie difensivo dell'anno e inserito nella formazione ideale della stagione All-Pro. Dopo altri tre intercetti l'anno successivo fu convocato per l'unico Pro Bowl in carriera, che passò tutta con i 49ers, ritirandosi dopo la stagione 1978.

## Palmarès
- Convocazioni al Pro Bowl: 1

1971
- All-Pro: 1

1970
- Rookie difensivo dell'anno - 1970
- College Football Hall of Fame

## Statistiche
| Intercetti | 18 |